# 制度的差別
制度的差別とは、下位グループのメンバーに対する不平等な配慮を通じて、社会や制度が個人または個人のグループを差別的に扱うことである。これらの不公平で間接的な差別の方法は、多くの場合、組織の制度、手続き、法律、目的に組み込まれている。制度的差別は、性別、カースト、人種、民族、宗教、社会・経済的地位などに基づく場合がある。

## アメリカ合衆国における制度的差別
アメリカ合衆国のアフリカ系住民などのマイノリティ・グループのメンバーは、この種の社会構造的な不利益に遭遇するリスクがはるかに高い。制度化された差別が不利益を被る集団に与える深刻で長期にわたる有害な影響には、自殺率の増加、富の獲得に対する抑制、医療へのアクセスの減少などがある。

## 制度上の人種差別
制度的人種差別（構造的人種差別（英語: systemic racism）とも呼ばれる）は、社会または組織内の通常の慣行として組み込まれている人種差別の形態の1つである。制度的人種差別は、刑事司法、雇用、居住空間、医療、政治権力、教育などにおける差別や、その他の問題につながる可能性がある。
「制度的人種差別（institutional racism）」という用語は、1967年にストークリー・カーマイケルとチャールズ・V・ハミルトンが『Black Power: The Politics of Liberation 』で初めて造語したものである。カーマイケルとハミルトンは、個人の人種差別はそのあからさまな性質のために識別できることが多いが、組織的な人種差別はその「あまり明白ではなく、はるかに捉えにくい」性質のために認識されにくい、と書いている。制度的人種差別は、「社会で確立され、尊敬されている勢力の活動に端を発しており、したがって（個人の人種差別）よりも公の非難をはるかに受けない」。